# Maćica Serbska
Die Maćica Serbska (ⓘ; niedersorbisch Maśica Serbska,  Abkürzung MS) ist eine wissenschaftliche Gesellschaft der Sorben. Ihre Ziele sind die Förderung sorbischer Wissenschaft und die Verbreitung von Kenntnissen über die Sorben und ihre Kultur. Die Maćica ist der älteste noch existierende sorbische Verein. Vorsitzende ist seit 2020 Anja Pohontsch.

## Geschichte
Die Maćica Serbska wurde 1847 in Bautzen unter anderem von Handrij Zejler, Jan Arnošt Smoler, Korla Jan Smoler und Křesćan Bohuwěr Pful als Verein zur Herausgabe sorbischer Literatur gegründet. Sie entwickelte sich im Laufe der Jahre zum überkonfessionellen Mittelpunkt sorbischer kultureller und wissenschaftlicher Aktivitäten. Die Mitglieder der Gesellschaft pflegten Forschungen zur Sprachwissenschaft, Geschichte, Literaturgeschichte, Volkskunde und Demographie. Von 1848 bis 1937 gab die Gesellschaft eine eigene Zeitschrift heraus, das Časopis Maćicy Serbskeje (ČMS).
Im Revolutionsjahr 1848 wandten sich die Vereinsmitglieder mit einer Petition an den sächsischen Hof; sie forderten darin eine Gleichstellung des Sorbischen mit der deutschen Sprache im Schulwesen und bei den lokalen Behörden. In der zweiten Hälfte des 19. Jahrhunderts spielte die Maćica Serbska eine große Rolle bei der Schaffung einer einheitlichen obersorbischen Schriftsprache.
In Cottbus wurde 1880 die niedersorbische Abteilung des Vereins, die Maśica Serbska, mit Sitz in Cottbus unter maßgeblicher Aktivität von Hendrich Jordan und Kito Šwjela gegründet.
Mittels Spenden von sorbischen Bürgern und ausländischen Förderern erbaute die Maćica in Bautzen das Wendische Haus (eingeweiht 1904), welches das Museum, das Archiv und die Bibliothek der Gesellschaft sowie eine Bildergalerie beherbergte. Auch andere sorbische Vereine nutzten das Wendische Haus als Versammlungs- und Veranstaltungsstätte.
In den Jahren 1929 bis 1932 war die niedersorbische Maśica Serbska an der Organisation der damals jeweils Anfang August stattfindenden Spreewälder Volks- und Trachtenfeste in Vetschau beteiligt.
1937 verboten die Nationalsozialisten alle öffentliche Aktivitäten des sorbischen Kulturvereins; 1941 wurde das Vereinsvermögen konfisziert und die Maćica Serbska zwangsweise aufgelöst. Das Wendische Haus wurde im Frühjahr 1945 bei den Kämpfen um Bautzen schwer getroffen und brannte vollständig aus.
Unmittelbar nach Kriegsende setzte die Gesellschaft ihre Tätigkeit besonders auf den Gebieten Sprachforschung und Geschichtswissenschaft fort. Auf Anordnung der sowjetischen Besatzungsmacht musste die Maćica Serbska ihre Selbstständigkeit aufgeben und sich in die Domowina eingliedern. Durch die Gründung des Instituts für sorbische Volksforschung im Jahr 1951 wurde die sorbische Wissenschaft auf neue institutionelle Grundlagen gestellt.
Nach der politischen Wende wurde die Maćica Serbska 1991 wiederbegründet und trat ein Jahr später der Domowina, dem Dachverband sorbischer Vereine bei.

## Aktivitäten
Die Maćica veranstaltet Tagungen zur sorbischen Geschichte und Kultur. International tritt der Verein in den slawischen Nachbarländern als Mitveranstalter von wissenschaftlichen Konferenzen in Erscheinung. Die Maćica organisiert auch populärwissenschaftliche Vorträge in den Ortschaften des sorbischen Siedlungsgebiets. Der Verein pflegt und restauriert darüber hinaus sorbische Denkmale und initiierte auch die Errichtung neuer Denkmale zur sorbischen Kulturgeschichte.
Alljährlich finden die Jahreshauptversammlungen – fast immer am Samstag nach Ostern – in Bautzen statt.
Der Verein hatte im Jahr 2014 insgesamt 117 eingetragene Mitglieder, die sowohl in der Lausitz als auch in anderen Gegenden Deutschlands, in Russland, Polen, Tschechien, der Slowakei, England, Finnland und den Niederlanden beheimatet sind.

## Bedeutende Mitglieder
- Hauke Bartels, deutscher Sprachwissenschaftler, Direktor des Sorbischen Instituts (seit 2018)
- Susanne Hose, sorbische Philologin und Folkloristin
- Fabian Kaulfürst, sorbischer Sprachwissenschaftler
- Jadwiga Kaulfürst, sorbische Sprachwissenschaftlerin
- Ines Keller, sorbische Ethnologin
- William Krause, deutscher Künstler
- Ludvík Kuba, tschechischer Maler
- Maria Mirtschin, sorbische Kunsthistorikerin
- Pětr Młónk, sorbischer Dichter
- Mjertyn Moń, niedersorbischer Lehrer und Sprachforscher
- Arnošt Muka, Sprachwissenschaftler und Sorabist
- Edmund Pech, Kulturwissenschaftler und Historiker
- Dietrich Scholze, sorbischer Literaturwissenschaftler, Direktor des Sorbischen Instituts (1992–2016)
- Jan Arnošt Smoler, sorbischer Philologe, Schriftsteller und Verleger
- Bogumił Šwjela, evangelischer Geistlicher und Sprachforscher
- Martin Walde, sorbischer Kulturwissenschaftler
- Georg Wuschanski, katholischer Bischof und Bibelübersetzer